# Cuando te vayas
«Cuando te vayas» es la quinta pista del disco La cultura de la basura (1987) del grupo chileno Los Prisioneros.

## Historia
Escrita por Jorge González, la canción refleja el quiebre que llevaba arrastrando su relación sentimental con Jacqueline Fresard. El matrimonio entre ambos se disolvió poco después, tras apenas dos años de casados.
Fue tocada pocas veces en vivo, ya que la gira de promoción del disco se vio afectada por la censura oficial de la dictadura pinochetista en contra de la banda, que ordenó la cancelación de varios conciertos agendados en distintas regiones de Chile. Existe un registro en vivo de 2003, durante el recital Liberan Talento celebrado junto a la Orquesta Sinfónica Juvenil en el Estadio Nacional.